# Список чартів Billboard за всі часи
Список чартів Billboard за всі часи містить перелік музичних хіт-парадів США із найкращими піснями, альбомами чи виконавцями за всі часи (англ. Greatest of All Time). Вони виходили в часописі «Білборд» починаючи з 2015 року на основі тижневих чартів, що публікувались в журналі з 1950-х років.

## Історія виникнення
Перші хіт-паради, що визначали найкращі пісні, альбоми та виконавців за всі часи, з'явились в журналі «Білборд» 12 листопада 2015. За даними альбомного чарту Billboard 200 було визначено найкращий альбом та найкращого виконавця, а за даними пісенного хіт-параду Hot 100 — найкращу пісню і найкращого виконавця. За кожен тиждень, проведений в чарті, альбом, пісня або артист отримували певну кількість балів, залежно від місця. Максимальна кількість балів за перше місце відрізнялась залежно від року, бо з часом альбоми та пісні затримувались в хіт-парадах довше. Найкращою піснею було визнано «The Twist» Чаббі Чекера, альбомом — 21 Аделі, а найкращим виконавцем за обома версіями — The Beatles.
Протягом наступних років було презентовано цілу низку додаткових хіт-парадів за всі часи. Вихід деяких з них було присвячено річницями існування відповідних жанрових хіт-парадів, зокрема, Adult Pop Songs (2016), Pop Songs (2017), Alternative Songs (2018), Adult Alternative та Mainstream Rock (2021), а хіт-парад найкращих виконавців всіх часів, що складався зі 125 імен, було присвячено 125-річчю часопису «Білборд» (2019). Ще декілька чартів було створено у межах тематичних проєктів журналу, таких як «Жінки в музиці» (2017) або «Місяць іспаномовної спадщини» (2021).
Загалом станом на 2022 рік існувало 34 чарти за всі часи: 5 списків альбомів, 14 — пісень та 15 — виконавців. Списки найкращих регулярно оновлюються згідно з відповідними тижневими чартами, проте лідер у всіх хіт-парадах змінився лише один раз: 23 листопада 2021 року найкращою піснею Hot 100 стала «Blinding Lights» The Weeknd, що обійшла «The Twist» Чаббі Чекера. 

## Список чартів за всі часи
У списку наведено хіт-паради найкращих альбомів, пісень та виконавців за всі часи, та їхні лідери станом на 2022 рік. 
|   | Хіт-парад                                                                                     | Лідер хіт-параду                                              | Виконавець, альбом чи пісня                                  | Започатковано                                         | Пов'язані чарти                               |        |
| - | --------------------------------------------------------------------------------------------- | ------------------------------------------------------------- | ------------------------------------------------------------ | ----------------------------------------------------- | --------------------------------------------- | ------ |
| А | Greatest of All Time Billboard 200 Albums 200 найпопулярніших альбомів                        | Adele - Live 2009 (4).jpg                                     | Адель — 21 (2011)                                            | 12 листопада 2015                                     | Billboard 200                                 | [ 2 ]  |
| В | Greatest of All Time Billboard 200 Artists 100 найпопулярніших виконавців                     | Beatles ad 1965 just the beatles crop.jpg                     | The Beatles                                                  | 12 листопада 2015                                     | Billboard 200                                 | [ 2 ]  |
| П | Greatest of All Time Hot 100 Songs 100 найпопулярніших пісень                                 | The Weeknd (253662129).jpeg                                   | The Weeknd — «Blinding Lights» (2019)                        | 12 листопада 2015                                     | Hot 100                                       | [ 2 ]  |
| В | Greatest of All Time Hot 100 Artists 100 найпопулярніших виконавців                           | Beatles ad 1965 just the beatles crop.jpg                     | The Beatles                                                  | 12 листопада 2015                                     | Hot 100                                       | [ 2 ]  |
| П | Greatest of All Time Adult Pop Songs 50 найкращих пісень поп-музики для дорослих              | Carlos santana-1547303295.jpg                                 | Santana та Роб Томас — «Smooth» (1999)                       | 16 березня 2016 20 років чарту Adult Pop Songs        | Adult Pop Songs                               | [ 3 ]  |
| В | Greatest of All Time Adult Pop Songs Artists 50 найкращих виконавців поп-музики для дорослих  | Maroon 5 1286796956.jpg                                       | Maroon 5                                                     | 16 березня 2016 20 років чарту Adult Pop Songs        | Adult Pop Songs                               | [ 3 ]  |
| П | Greatest of All Time Hot Country Songs 100 найкращих кантрі-пісень                            | Florida Georgia Line (48916182511).jpg                        | Florida Georgia Line — «Cruise» (2012)                       | 28 липня 2016                                         | Hot Country Songs                             | [ 4 ]  |
| В | Greatest of All Time Top Country Artists 100 найкращих кантрі-виконавців                      | George Strait on stage.jpg                                    | Джордж Стрейт                                                | 28 липня 2016                                         | Hot Country Songs, Top Country Albums         | [ 4 ]  |
| А | Greatest of All Time Top Country Albums 100 найкращих кантрі-альбомів                         | Shania Twain 2004 (cropped).jpg                               | Шаная Твейн — Come On Over (1997)                            | 28 липня 2016                                         | Top Country Albums                            | [ 4 ]  |
| В | Greatest of All Time Top Dance Club Artists 100 найкращих виконавців танцювальної музики      | Madonna at the premiere of I Am Because We Are.jpg            | Мадонна                                                      | 1 грудня 2016                                         | Dance Club Songs                              | [ 5 ]  |
| П | Greatest of All Time Hot R&B/Hip-Hop Songs 100 найкращих R&B та хіп-хоп-пісень                | Mary J. Blige 2012.jpg                                        | Мері Джей Блайдж — «Be Without You» (2005)                   | 1 березня 2017                                        | Hot R&B/Hip-Hop Songs                         | [ 6 ]  |
| В | Greatest of All Time Top R&B/Hip-Hop Artists 100 найкращих R&B та хіп-хоп-виконавців          | The-Temptations (1964 publicity photo by Kriegsmann).jpg      | The Temptations                                              | 1 березня 2017                                        | Hot R&B/Hip-Hop Songs, Top R&B/Hip-Hop Albums | [ 6 ]  |
| А | Greatest of All Time Top R&B/Hip-Hop Albums 100 найкращих R&B та хіп-хоп-альбомів             | Michael Jackson in 1988.jpg                                   | Майкл Джексон — Thriller (1982)                              | 1 березня 2017                                        | Top R&B/Hip-Hop Albums                        | [ 6 ]  |
| П | Greatest of All Time Pop Songs 100 найкращих поп-пісень                                       |                                                               | Real McCoy — «Another Night» (1995)                          | 19 жовтня 2017 25 років чарту Pop Songs               | Pop Songs                                     | [ 7 ]  |
| В | Greatest of All Time Pop Songs Artists 50 найкращих поп-виконавців                            | Rihanna Fenty 2018.png                                        | Ріанна                                                       | 19 жовтня 2017 25 років чарту Pop Songs               | Pop Songs                                     | [ 7 ]  |
| А | Greatest of All Time Billboard 200 Albums by Women 100 найпопулярніших альбомів жінок         | Adele - Live 2009 (4).jpg                                     | Адель — 21 (2011)                                            | 30 листопада 2017 проєкт «Жінки в музиці»             | Billboard 200                                 | [ 8 ]  |
| В | Greatest of All Time Billboard 200 Women Artists 50 найпопулярніших виконавиць                | Barbra Streisand - 1966.jpg                                   | Барбра Стрейзанд                                             | 30 листопада 2017 проєкт «Жінки в музиці»             | Billboard 200                                 | [ 8 ]  |
| П | Greatest of All Time Hot 100 Songs by Women 100 найпопулярніших пісень жінок                  | LeAnn Rimes 2, 2009.jpg                                       | Ліенн Раймс — «How Do I Live» (1997)                         | 30 листопада 2017 проєкт «Жінки в музиці»             | Hot 100                                       | [ 8 ]  |
| В | Greatest of All Time Hot 100 Women Artists 50 найпопулярніших виконавиць                      | Madonna at the premiere of I Am Because We Are.jpg            | Мадонна                                                      | 30 листопада 2017 проєкт «Жінки в музиці»             | Hot 100                                       | [ 8 ]  |
| П | Greatest of All Time Alternative Songs 300 найкращих пісень альтернативного року              | MuseReading270817-38.jpg                                      | Muse — «Uprising» (2009)                                     | 11 жовтня 2018 30 років чарту Alternative Songs       | Alternative Songs                             | [ 9 ]  |
| В | Greatest of All Time Alternative Artists 100 найкращих виконавців альтернативного року        | Foo Fighters - Southside Festival 2019 4286 - 2.jpg           | Foo Fighters                                                 | 11 жовтня 2018 30 років чарту Alternative Songs       | Alternative Songs                             | [ 9 ]  |
| П | Greatest of All Time Songs of the '80s 500 найкращих пісень 1980-х років                      | Olivia Newton-John 1988b.jpg                                  | Олівія Ньютон-Джон — «Physical» (1981)                       | 4 квітня 2019 спільний проєкт Billboard та SiriusXM   | Hot 100, Radio Songs                          | [ 10 ] |
| П | Greatest of All Time Songs of the '90s 500 найкращих пісень 1990-х років                      | Carlos santana-1547303295.jpg                                 | Santana та Роб Томас — «Smooth» (1999)                       | 4 квітня 2019 спільний проєкт Billboard та SiriusXM   | Hot 100, Radio Songs                          | [ 10 ] |
| В | Greatest of All Time Artists 125 найпопулярніших виконавців                                   | Beatles ad 1965 just the beatles crop.jpg                     | The Beatles                                                  | 14 листопада 2019 125 років журналу Billboard         | Hot 100, Billboard 200                        | [ 11 ] |
| В | Greatest of All Time Latin Artists 50 найкращих латиноамериканських виконавців                | Enrique Iglesias 2010.jpg                                     | Енріке Іглесіас                                              | 19 жовтня 2020                                        | Hot Latin Songs, Top Latin Albums             | [ 12 ] |
| П | Greatest of All Time Adult Alternative Songs 100 найкращих пісень альт-року для дорослих      | Jakob Dylan Minnesota.JPG                                     | The Wallflowers — «One Headlight» (1997)                     | 18 лютого 2021 25 років чарту Adult Alternative       | Adult Alternative                             | [ 13 ] |
| В | Greatest of All Time Adult Alternative Artists 50 найкращих виконавців альт-року для дорослих | Dave Matthews-2009.jpg                                        | Dave Matthews Band                                           | 18 лютого 2021 25 років чарту Adult Alternative       | Adult Alternative                             | [ 13 ] |
| П | Greatest of All Time Mainstream Rock Songs 100 найкращих пісень мейнстрімного року            |                                                               | Days of the New — «Touch, Peel and Stand» (1997)             | 3 червня 2021 40 років чарту Mainstream Rock          | Mainstream Rock                               | [ 14 ] |
| В | Greatest of All Time Mainstream Rock Artists 50 найкращих виконавців мейнстрімного року       | Shinedown - Rock im Park 2022 - IMG 0817 - 1.jpg              | Shinedown                                                    | 3 червня 2021 40 років чарту Mainstream Rock          | Mainstream Rock                               | [ 14 ] |
| П | Greatest of All Time Songs of the Summer 500 найкращих літніх пісень                          | Sean Combs 2.jpg                                              | Пафф Дедді, Фейт Еванс та 112 — «I'll Be Missing You» (1997) | 16 серпня 2021                                        | Hot 100                                       | [ 15 ] |
| П | Greatest of All Time Hot Latin Songs 50 найкращих латиноамериканських пісень                  | Luis Fonsi 2015 (cropped).JPG                                 | Луїс Фонсі, Дедді Янкі та Джастін Бібер — «Despacito» (2017) | 22 вересня 2021 проєкт «Місяць іспаномовної спадщини» | Hot Latin Songs                               | [ 16 ] |
| В | Greatest of All Time Hot Latin Songs Artists 50 найкращих латиноамериканських виконавців      | Enrique Iglesias 2010.jpg                                     | Енріке Іглесіас                                              | 22 вересня 2021 проєкт «Місяць іспаномовної спадщини» | Hot Latin Songs                               | [ 16 ] |
| П | Greatest of All Time Holiday 100 Songs 100 найкращих святкових пісень                         | Mariah Carey Caution Tour 2.jpg                               | Мерая Кері — «All I Want for Christmas Is You» (1994)        | 18 листопада 2021                                     | Holiday 100                                   | [ 17 ] |
| А | Greatest of All Time Top Holiday Albums 50 найкращих святкових альбомів                       | Vince Guaraldi Trio plays at TGIF party - 1963 Franciscan.jpg | Vince Guaraldi Trio — A Charlie Brown Christmas (1965)       | 18 листопада 2021                                     | Top Holiday Albums                            | [ 17 ] |